# كارمين برادفورد
كارمين برادفورد (بالإنجليزية: Carmen Bradford)‏ هي موسيقية ومغنية أمريكية، ولدت في 19 يوليو 1960 في أوستن في الولايات المتحدة.

## روابط خارجية
- كارمين برادفورد على موقع ميوزك برينز (الإنجليزية)
- كارمين برادفورد على موقع أول ميوزيك (الإنجليزية)